# Shadowcaster
Shadowcaster är ett datorspel från 1993 utvecklat av Raven Software och utgivet av Origin Systems.

## Handling
Spelaren tar rollen som Kirt, den enda kvarlevande av en sällsynt ras av skepnadsskiftare som nästan blivit utrotade under ett slag för länge sedan. Under spelet kan man byta till sex olika skepnader som till exempel Maorin (en stor katt/björn-varelse) och Kahpa (en blandning av groda och människa). Spelaren använder sig av olika former för att flyga, simma, hoppa med mera.

## Om spelet
Spelet fick inte någon större uppmärksamhet när det släpptes eftersom Doom kom kort därefter. 3D-motorn påminner om Wolfenstein 3D och Doom.